# 川崎スパーキングスプリント
川崎スパーキングスプリント（かわさきスパーキングスプリント）は神奈川県川崎競馬組合が川崎競馬場ダート900mで施行する地方競馬の重賞競走である。格付けはSIII。正式名称は「東京スポーツ賞 川崎スパーキングスプリント」。

## 概要
2011年、この年に新設された地方競馬スーパースプリントシリーズ(2023年をもって廃止)の決勝戦である習志野きらっとスプリントの南関東地区トライアルのA1以下の特別競走として創設された。出走条件はサラブレッド系3歳以上。
2020年習志野きらっとスプリントがSIに昇格し、翌年の2021年に川崎スパーキングスプリントが特別競走からSIIIに格上げされた。
重賞昇格に伴い出走条件がサラブレッド系4歳以上に変更された。同年から1000m未満で行われる南関東で唯一の重賞競走となっている。
競走名は2025年に「東京スポーツ賞 川崎スパーキングスプリント」となった。

### 条件・賞金等（2025年）
出走資格
サラブレッド系4歳以上オープン、南関東所属。
- スパーキングスプリントチャレンジの3着以上の馬に優先出走権がある。

負担重量
別定。A1級格付け馬57kg、A2級格付け馬55kg、B1級以下格付け馬53kg、牝馬2kg減
賞金額
1着1,200万円、2着420万円、3着240万円、4着120万円、5着60万円、着外手当10万円。
副賞
東京スポーツ賞、管理者賞。
優先出走権付与
優勝馬に、習志野きらっとスプリントの優先出走権が付与される。

## 歴代優勝馬
全て川崎競馬場ダート900mで施行。
| 回数  | 施行日        | 優勝馬             | 性齢 | 所属 | タイム | 優勝騎手   | 管理調教師 | 馬主                     |
| ----- | ------------- | ------------------ | ---- | ---- | ------ | ---------- | ---------- | ------------------------ |
| 第1回 | 2021年6月15日 | カプリフレイバー   | 牡4  | 船橋 | 52.4   | 真島大輔   | 稲益貴弘   | 尾田信夫                 |
| 第2回 | 2022年6月14日 | コパノフィーリング | 牝5  | 船橋 | 53.4   | 森泰斗     | 新井清重   | 小林祥晃                 |
| 第3回 | 2023年6月13日 | キモンルビー       | 牝6  | 船橋 | 53.2   | 御神本訓史 | 川島正一   | 小林祥晃                 |
| 第4回 | 2024年6月11日 | プライルード       | 牡5  | 大井 | 53.4   | 本田正重   | 藤田輝信   | （有）キャロットファーム |
| 第5回 | 2025年6月17日 | エンテレケイア     | 牡7  | 浦和 | 53.3   | 吉原寛人   | 小久保智   | 小田吉男                 |

### 特別競走時代の優勝馬
| 施行日        | 優勝馬             | 性齢 | 所属 | タイム      | 優勝騎手   | 管理調教師 | 馬主       |
| ------------- | ------------------ | ---- | ---- | ----------- | ---------- | ---------- | ---------- |
| 2011年6月14日 | コアレスピューマ   | 牡7  | 船橋 | R51.8       | 御神本訓史 | 川村昭男   | 小林昌志   |
| 2012年6月12日 | トーセンクロス     | 牡8  | 浦和 | 52.9        | 坂井英光   | 小久保智   | 島川隆哉   |
| 2013年6月11日 | スターボード       | 牡6  | 船橋 | 53.8 (同着) | 戸崎圭太   | 川島正行   | 大社聡     |
| 2013年6月11日 | アイディンパワー   | 牡7  | 船橋 | 53.8 (同着) | 的場文男   | 佐藤賢二   | 米井勝     |
| 2014年6月12日 | ユーリカ           | 牝4  | 船橋 | R51.5       | 脇田創     | 山本学     | 泉俊二     |
| 2015年6月11日 | カベルネフラン     | 牝6  | 船橋 | 53.7        | 瀧川寿希也 | 岡林光浩   | 吉田勝己   |
| 2016年6月16日 | フラットライナーズ | 牡4  | 船橋 | 53.5        | 左海誠二   | 林正人     | （有）太盛 |
| 2017年6月15日 | フラットライナーズ | 牡5  | 船橋 | 53.0        | 左海誠二   | 林正人     | （有）太盛 |
| 2018年6月12日 | ラディヴィナ       | 牝5  | 川崎 | 54.1        | 瀧川寿希也 | 高月賢一   | 日下部勝徳 |
| 2019年6月13日 | ラディヴィナ       | 牝6  | 川崎 | 53.7        | 笹川翼     | 高月賢一   | 日下部勝徳 |
| 2020年6月9日  | ポッドギル         | 牝4  | 大井 | 52.9        | 今野忠成   | 鈴木啓之   | 小川眞査雄 |

タイム欄のRはコースレコードを示す。